# Gare de Saint-Lys
La gare de Saint-Lys était une gare ferroviaire française de la ligne de Toulouse à Boulogne-sur-Gesse sur la branche vers Sainte-Foy-de-Peyrolières, située sur le territoire de la commune de Saint-Lys, dans le département de la Haute-Garonne, en région Occitanie.
C'était une halte, mise en service en 1900 par la compagnie des chemins de fer du Sud-Ouest et définitivement fermée au trafic des voyageurs en 1949. Situé sur une section déclassée et déferrée, le bâtiment est toujours présent et réaffecté pour une utilisation privée.

## Situation ferroviaire
Établie à 207 mètres d'altitude, la gare de Saint-Lys était située au point kilométrique (PK) 23,9 de la ligne de Toulouse à Boulogne-sur-Gesse, entre la gare de Sainte-Foy-de-Peyrolières et la halte de Bontemps.

## Histoire

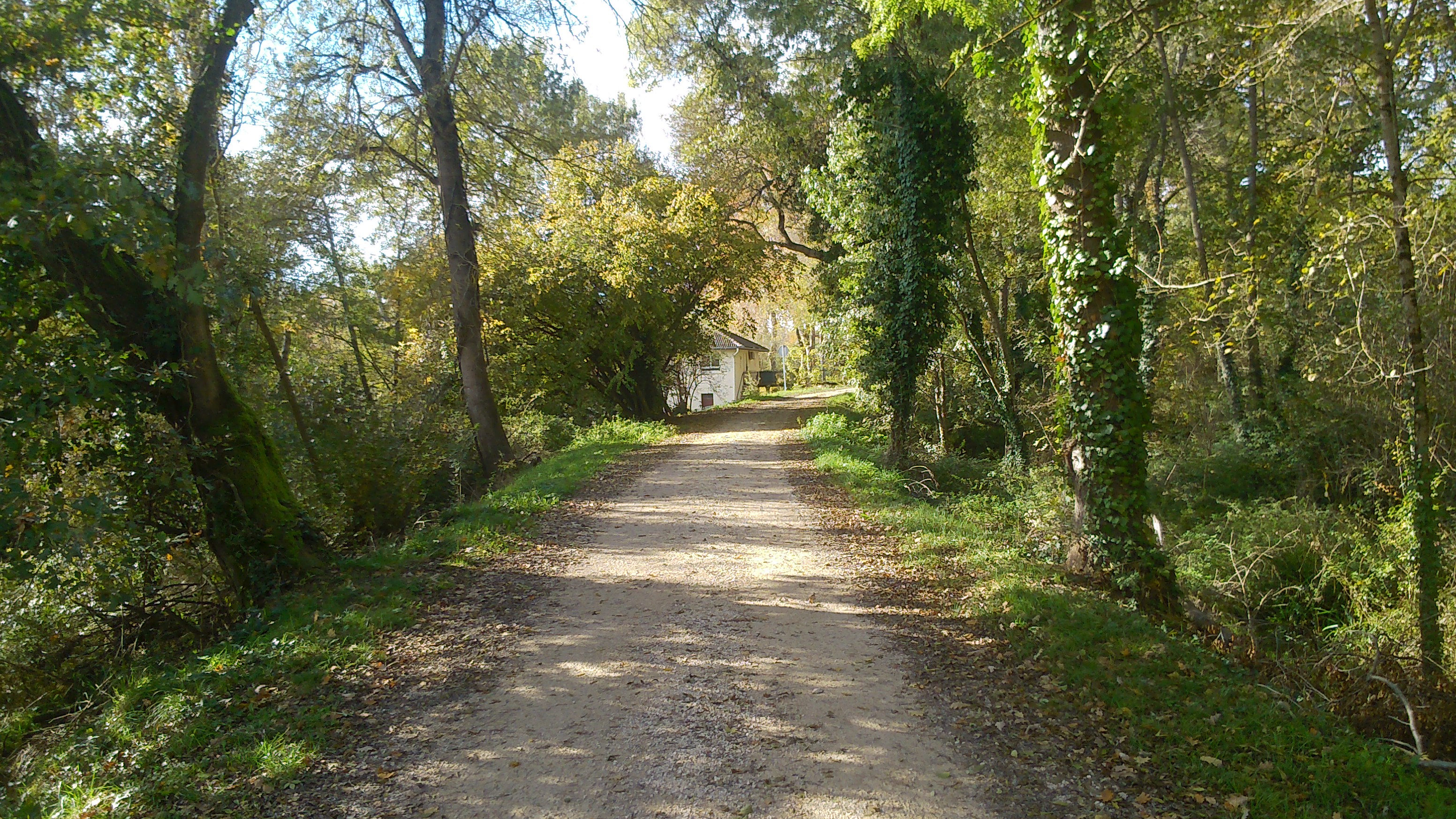
Les anciennes emprises ferroviaires ont laissé place à une rue puis des chemins dans les bois jusqu'à la halte de Bontemps.
Ici, 500 mètres avant d'arriver à la gare.

La gare de Saint-Lys est mise en service le 16 octobre 1900 par la compagnie des chemins de fer du Sud-Ouest, lorsqu'elle ouvre à l'exploitation l'embranchement de Bontemps à Sainte-Foy-de-Peyrolières.
La gare est ouverte au trafic des marchandises le 11 février 1901.

La gare ferme en même temps que la ligne, le 31 décembre 1949.

## Service des voyageurs
Gare fermée située sur une section de ligne déclassée.

## Patrimoine ferroviaire
L'ancien bâtiment voyageurs est devenu une habitation privée.